# Fuchsi
Fuchsi (eigentlich Peter Fuchs; * 13. Mai 1950 in Dillenburg, Hessen; † 12. Juni 2000 in Berlin) war ein deutscher Karikaturist, Comiczeichner und Satireschriftsteller.
Nach seinem Studienabschluss an der Hochschule der Künste Berlin 1981 (Abschlussarbeit war der Comicband „Adalbert Abhängig“) wurde Fuchsi einer der bekanntesten Zeichner der linksalternativen Szene. In den Anfangsjahren nach der Gründung der alternativen Tageszeitung taz wurde er einer ihrer eifrigsten Mitarbeiter im Cartoon- und Comicbereich.
Fuchsis Hauptfigur war eine modernisierte Fassung des Westernhelden Zorro. In der Folge brachte es Fuchsi zu einer großen Zahl von Veröffentlichungen bei vielen Zeitschriften- und Buchverlagen, auch als Autor im Satirebereich. In seinen letzten Lebensjahren kam Fuchsi zur Malerei. Es entstand eine Reihe von stark farbigen Gemälden, mit denen er sich im Stil des magischen Realismus mit allgemein philosophischen und naturwissenschaftlichen Themen wie Evolution und Kosmologie auseinandersetzte.

## Veröffentlichungen (Auswahl)
- Zorro – der Rächer der Entrechteten. 1983
- Tausend Jahre pickelhart – Deutsche Geschichte total ausgerastet. 1988
- Friede, Freude, Eierkuchen – Comics. 1982 (mit Rolf Boyke, Tomas Bunk, Detlef Surrey, Harald Juch und Peter Petri)
- Das pardon Psychologikon. 1986 (mit Manfred Hofmann und Peter Petri)
- Kopf-Hoch! Karikaturen-Kalender, 1981–1988, (mit Hansi Kiefersauer, Harald Juch, Peter Petri und Detlef Surrey)